# Ippodromo Corrado Romanengo
L'ippodromo "Corrado Romanengo" è l'impianto ippico della città di Novi Ligure.

## L'impianto
La struttura (sita in prossimità dell'aeroporto "E. Mossi"), sorge ai limiti dell'abitato di Novi Ligure, in una zona pianeggiante posta tra la ex strada statale 211 della Lomellina e la ex statale 35 bis dei Giovi, e ricopre un'area di circa 85.000 m².
Per quanto riguarda l'accoglienza ai visitatori, l'ippodromo dispone di una tribuna totalmente coperta.
Utilizzato dapprima per le corse al trotto, successivamente ha ospitato corse di galoppo, fino al 2004. È occasionalmente teatro di fiere e manifestazioni inerenti all'ippica, le razze equine e le razze animali d'allevamento in generale.
L'impianto è di proprietà della famiglia Ricci.